# Harry S. Truman Presidential Library and Museum
Le Harry S. Truman Library and Museum (en français : « bibliothèque et musée Harry S. Truman ») est un lieu immobilier destiné à la préservation des papiers, livres et autres documents historiques relatifs au président américain Harry Truman. Il est situé dans le Missouri sur la colline faisant face à l'U.S. Route 24 à Independence, la ville où Harry Truman passa les dernières années de sa vie. Décédé à Kansas City en 1972, celui-ci est inhumé dans les jardins de la bibliothèque. Son épouse Bess, qui mourut en 1982, y est enterrée à ses côtés. 
Ce fut la première bibliothèque présidentielle à être créée sous le Presidential Libraries Act de 1955 et l'une des treize bibliothèques présidentielles gérées par la National Archives and Records Administration.

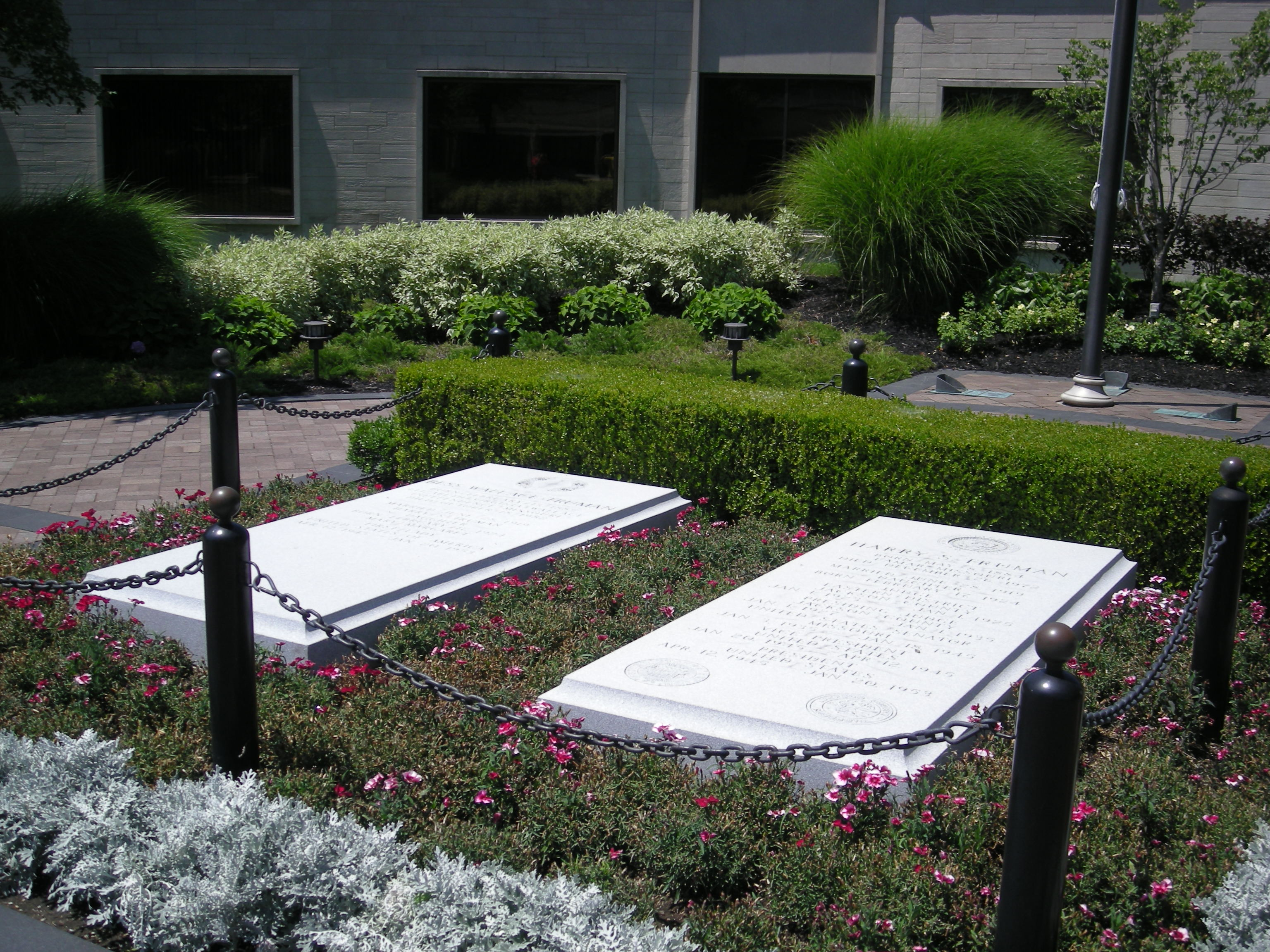
Tombes de Bess et Harry Truman dans les jardins de la bibliothèque présidentielle d'Independence.